# Martim Barba
Martim Barba foi um rico-homem e cavaleiro medieval do Reino de Portugal, tendo sido o fundador da família Barba, nome que adquiriu numa contenda travada com um mouro a quem arrancou a barba no campo de combate.

## Relações familiares
Foi filho de Martim Peres Botelho de Sandim, um Rico-homem do Reino de Portugal e alcaide-mor do Castelo de Vide, vila portuguesa no Distrito de Portalegre e de Joana Martins de Parada, filha de Durão Martins Parada e de Maria Domingues. Casou com Inês Vasques, de quem teve:
1. Rui Martins Barba, casado com Iria Martins Alardo filha de Gonçalo Martins Alardo, senhor de Vila Verde dos Francos (à época chamada apenas Vila Verde; título criado pelo 10.º rei de Portugal, João I);
2. Vasco Martins Barba;
3. Brites Martins.[2]